# Eublemma terminimaculata
Eublemma terminimaculata is een vlinder van de familie van de spinneruilen (Erebidae). De wetenschappelijke naam van deze soort is voor het eerst voorgesteld door Alfred Ernest Wileman in een publicatie uit 1915.
De soort komt voor in Taiwan.